# الناحية المركزية (مقاطعة آبادة)
الناحية المركزية لمقاطعة آبادة (بالفارسية: بخش مرکزی شهرستان آباده) (بالفارسية: بخش مرکزی شهرستان آباده) هي ناحية من نواحي مقاطعة آباده، محافظة فارس، إيران. بلغ عدد سكانها في إحصاء السكان عام 2006 ميلادية 87,203 نسمة في 23,387 عائلة. يوجد في هذه الناحية خمس مدن مدينة آباده ومدينة بهمن وإيزدخواست وصغاد وسورماغ. ويتبعها خمسة أقسام ريفية هي قسم بهمن الريفي وقسم بيدك الريفي وقسم ايزدخواست الريفي وقسم خسرو شيرين الريفي وقسم سورماغ الريفي.